# Бадија Колтибуоно (Сијена)
Бадија Колтибуоно је насеље у Италији у округу Сијена, региону Тоскана.
Према процени из 2011. у насељу је живело 14 становника. Насеље се налази на надморској висини од 630 м.